# Berchemia huana
Berchemia huana är en brakvedsväxtart som beskrevs av Alfred Rehder. Berchemia huana ingår i släktet Berchemia och familjen brakvedsväxter. Utöver nominatformen finns också underarten B. h. glabrescens.